# Варзеа-да-Серра
Варзеа-да-Серра (порт. Várzea da Serra)  —  район (фрегезия) в Португалии,  входит в округ Визеу. Является составной частью муниципалитета  Тарока. Находится в составе крупной городской агломерации Большое Визеу. По старому административному делению входил в провинцию Бейра-Алта. Входит в экономико-статистический  субрегион Доуру, который входит в Северный регион. Население составляет 380 человек на 2001 год. Занимает площадь 21,19 км².
Покровителем района считается Мартин Турский (порт. São Martinho). 